# Карлос IV
Вижте пояснителната страница за други личности с името Карлос.
Карлос IV (на испански: Carlos IV) е крал на Испания от 1788 до 1808 г.

## Произход и ранни години
Карлос Младши е роден на 11 ноември 1748 в Портичи, Италия, втори син в семейството на краля на Неапол и Сицилия Карлос VII Неаполитански и V Сицилиански и Мария-Амалия Сакска.
На 9 август 1759 г. умира испанският крал Фернандо VI, заварен брат на Карлос и чичо на Карлос Младши, който не оставя свои наследници. Така крал Карлос VII Неаполитански и V Сицилиански е принуден да абдикира и предаде властта си над кралствата Неапол и Сицилия на третия си син, Фердинанд IV Неаполитански и III Сицилиански и да поеме към Испания, където се възкачва на испанския престол като Карлос III. Карлос Младши получава титлата принц на Астуриас, която се дава само на испанския престолонаследник. По принцип това трябвало да бъде по-големият брат на Карлос, Филип. Той обаче е лишен от престолонаследието поради менталните си увреждания. Така Карлос Младши започва да се подготвя като наследник на испанския престол.
Слабохарактерен и придирчив, Карлос е лишен от всякакъв политически нюх и не изпитва никакъв интерес към държавническа работа, което го прави абсолютно негоден за задълженията, които трябвало да изпълнява в бъдеще.
На 4 септември 1765 г. Карлос се жени за 13-годишната Мария-Луиза Бурбон-Пармска (1751 – 1819), внучка на Луи XV, която му ражда 15 деца.

## Крал на Испания (1788 – 1808)
Карлос IV се възкачва на испанския престол на 14 декември 1788 г. след смъртта на баща си. Тъй като му липсва решителност и воля да управлява, той оставя управлението на страната на министър Мануел Годой, фаворит на кралицата.

### Външна политика
Карлос IV получава испанската корона, когато страната се намира в сложна външнополитическа ситуация. От една страна, отношенията с Великобритания са обтегнати заради подкрепата, която Карлос III оказва на французите в Седемгодишната война и на американците в Американската война за независимост. От друга страна, през 1789 г. избухва Френската революция, която помита властта на френските Бурбони в Париж и превръща Франция в неблагонадежден и нежелан съюзник за Испанската монархия. Екзекуцията на Луи XVI и Мария Антоанета през 1793 г. хвърля в ужас всички европейски кралски дворове и особено този в Мадрид, който чувства непосредствена опасност от разпространение на революцията в собствената си страна. Това допълнително обтяга отношенията между Испания и революционните власти в Париж.
След идването на Наполеон на власт през 1799 г. френският натиск над Испания се засилва, а правителството на Карлос IV се оказва неспособно да му се противопостави. През 1803 между Франция и Испания е подписан нов договор, който е изключително неизгоден за испанската страна. Испания е натоварена с различни задължения и повинности, в това число и задължението да се включи във войната срещу Великобритания, която започва през 1804 г. На 20 октомври 1805 г. испанският кралски флот, който е принуден да се сражава на страната на Наполеон, е унищожен в битката при Трафалгар от британския флот под командването на адмирал Нелсън. През 1807 г. Испания и Франция подписват нов договор във Фонтенбло, който урежда подялбата на Португалия, за което Наполеон има свои планове.

### Абдикация
Безсилието и покорството на Карлос IV са сигнал за Наполеон, че е настъпил часът за пълното подчинение на Испания. За изпълнението на този план му помагат вътрешнополитическите сътресения в страната. Външнополитическата ориентация на Испания разделя двора на две партии. Начело на едната, която има профренска ориентация, са кралят и първият министър Мануел Годой, а начело на другата – престолонаследникът Фернандо и съпругата му Мария-Антония Бурбон-Неаполитанска. След смъртта на Мария-Антония (1806) положението се променя. Фернандо се ориентира към втори брак с принцеса от рода Бонапарт, а Годой поема в проанглийска посока.
През 1808 г. Карлос IV е принуден да абдикира в полза на сина си Фернандо VII, който на свой ред два месеца по-късно е принуден да отстъпи престола на брата на Наполеон Жозеф Бонапарт. Карлос IV е изпратен от Наполеон в Компиен и получава пожизнена рента, а впоследствие се установява в Марсилия (1811) и накрая в Рим, където умира на 20 януари 1819.

## Деца
- Карлота-Хоакина Бурбон-Испанска (1775 – 1830), кралица на Португалия – съпруга на крал Жуау VI Португалски

- Фернандо VII (1784 – 1833), крал на Испания
- Карлос де Молина (1788 – 1855)
- Мария-Исабела Бурбон-Испанска (1789 – 1848), кралица на Двете Сицилии, втора съпруга на крал Франческо I.